# 格利尼揚卡 (留波姆區)
51°8′9″N 24°11′35″E / 51.13583°N 24.19306°E
格利尼揚卡（烏克蘭語：Глинянка），是烏克蘭的村落，位於該國西部沃倫州，由科韋利區負責管轄，面積1.06平方公里，海拔高度189米，2001年人口227，人口密度每平方公里214.15人。